# 197 km (obwód pskowski)
197 km (ros. 197 км) – przystanek kolejowy w miejscowości Nowaja Dieriewnia, w rejonie strugowskim, w obwodzie pskowskim, w Rosji. Położony jest na linii dawnej Kolei Warszawsko-Petersburskiej.